# Burretiokentia grandiflora
Burretiokentia grandiflora är en enhjärtbladig växtart som beskrevs av Pintaud och Donald R. Hodel. Burretiokentia grandiflora ingår i släktet Burretiokentia och familjen Arecaceae. Inga underarter finns listade i Catalogue of Life.